# Une enfant dans la tourmente
À ne pas confondre avec Un enfant dans la tourmente, un téléfilm franco-italien diffusé en 1990.
Pour plus de détails, voir Fiche technique et Distribution.
Une enfant dans la tourmente est un film français réalisé par Jean Gourguet, sorti en 1952.

## Synopsis
Lily Ferronais n'en peut plus de son mari qui par veulerie, s'est laissé entraîner sur la mauvaise route. Elle s'enfuit avec sa petite Jeannette, à qui elle fait croire à la mort de son père. Embauchée par le restaurateur Jean Garaud, ce dernier tombe amoureux d'elle, au grand dam de sa maîtresse Hélène...

## Fiche technique
- Titre : Une enfant dans la tourmente
- Réalisation : Jean Gourguet
- Scénario : Jean Gourguet et Michelle Gourguet
- Directeur de la photographie : Scarciafico Hugo
- Photographe de plateau : Alexandre Sova
- Musique : René Denoncin
- Montage : Daniel Lander
- Son : Séverin Frankiel
- Maquillage : Constantin Sofonoff
- Producteur : Jean Gourguet
- Directeur de production : Emile Buhot
- Régisseur général : Pierre Caudrelier
- Société de production : Société Française de Production (SFP)
- Distribution : Les Films Georges Muller
- Pays d'origine :  France
- Format :  Noir et blanc - 1,37:1 - 35 mm - Son mono
- Genre : Drame
- Durée : 93 minutes
- Visa de contrôle cinématographique N° 11890
- Certificat de censure : Tous publics
- Date de sortie : 
  - France : 23 juillet 1952

## Distribution
- Blanchette Brunoy : Lily Ferronais
- Gérard Landry : Emile Ferronais
- Jacqueline Pierreux : Hélène Beaudier
- Grégoire Aslan : Coudert
- Michel Vadet : le restaurateur Jean Garaud
- Zizi Saint-Clair : Jeannette Ferronais
- Georges Bever
- Dorette Ardenne